# Lib
Lib: una revista sugerentemente libre, fue una revista erótica española publicada por la barcelonesa Ediciones Zeta entre 1976 y 1984, muy representativa del boom editorial del destape en el contexto de la Transición española, y que, con posterioridad a 1984, acabó convirtiéndose en su propio sello con más de veinte revistas en el mercado y diversas colecciones literarias.

## Historia

### Inicios
Concebida por el editor José Ilario Font, éste utilizó su cabecera (junto con la de otras, por entonces, proto-revistas) como garantía para ser aceptado socio de la citada Ediciones Zeta, fundada pocos meses atrás. Su primer número fue lanzado el 21 de octubre de 1976 con periodicidad semanal. En su portada, salvo excepciones, aparecía una mujer ligera de ropa, cuando no directamente semidesnuda o desnuda, y que solo en ocasiones se trataba de alguna famosa. Su contenido incluía reportajes profusamente ilustrados fotográficamente, bajo títulos de lo más sugerente, entre los que destacaban los dedicados a la desnudez de alguna mujer ahora sí, famosa (o de varias, no forzosamente famosas) y con póster, así como viñetas y breves historietas gráficas, algunas de las cuales llegaron a convertirse en series, como Mi pareja (titulada luego Los Sexcéntricos) de Ramón Boldú Salvador, o Escenas en el Paraíso de Nikita, que ilustraron número tras número su contraportada.
Durante estos inicios, su equipo técnico directivo se limitaba a tan solo tres personas: Antonio Álvarez Solís era su director (hoy llamado redactor jefe), el arriba mencionado Ramón Boldú Salvador era el único jefe de sección que existía, concretamente jefe de diseño, y "Lucho" su redactor. Reporteros y fotógrafos eran comunes a las demás publicaciones de la recién nacida editorial e, incluso, en numerosas ocasiones, eran los arriba citados miembros del staff directivo quienes debían realizar dichas tareas.
No es posible olvidar su denominado "Suplemento", artículo central de marcado carácter educativo-sexual que, a partir de 1977, se entregó gratuitamente como suplemento aparte, bajo el título de Suplemento Especial Privado Lib, del que llegaron a editarse cuarenta y ocho números, y que a partir de 1978, se convirtió en Privado Lib: la revista de información sexológica para la pareja, primera de las muchas revistas que publicara Lib, aunque solo alcanzase los seis números. Igualmente importantes eran sus secciones de contactos, de cartas abiertas o de testimonios, que remitían sus propios lectores a su redacción.
Del mismo modo, aunque algo posteriormente, tampoco puede olvidarse su "Marcha", otro de sus artículos centrales, que se convirtió primero en suplemento integrado dentro de la revista, a partir de su número 177 (del 11 de marzo de 1980), en suplemento aparte y, finalmente, a partir de su número 244 (del 23 de junio de 1981), se comenzó a editar como la segunda de las muchas revistas que publicara Lib: Marcha: la revista explosiva. Desgraciadamente, su vida fue también efímera, saliendo a la luz tan solo ocho números. Aquella experiencia hizo que Ediciones Zeta decidiera lanzar al mercado, ese mismo 1981, dos nuevos suplementos aparte, Libparty y Esta es mi vida, que alcanzaron respectivamente los once y los veintiún números.
En diciembre de 1983 Lib lanzaba al mercado la que sería su tercera revista, Súper Lib Extra, de tirada mensual, pero que solo alcanzó los nueve números.
El 12 de junio de 1984 se editó el número 399 de Lib, último en ser publicado de esta etapa.

### Diversificación
Como se ha dicho, su número 399 fue el último en ser publicado como revista de Ediciones Zeta (ya, Grupo Zeta S. A.), puesto que ese año la compró la madrileña Editorial Bonanza S. A. (gracias al empeño que puso el entonces director de publicaciones del Grupo Zeta, José Luis Erviti Jimeno), que a partir de entonces, la continuó publicando bajo el remozado nombre de Lib Actual: la revista que se vive, aunque manteniendo su anterior numeración e igual periodicidad. Al mismo tiempo, lanzaba Lib Especial: la revista que se disfruta y Los Contactos Íntimos: una revista Lib, ambas también de tirada semanal, e intentaba abrirse al extranjero con Lib Internacional. Editorial Bonanza comenzó desde este mismo momento a multiplicar la cantidad de revistas que se editarían bajo el sello Lib. De este modo, al año siguiente lanzaron Lib Caballero, Lib Libélula: la revista que se disfruta, Lib Secreto y Orgías: una revista especial de Lib solo para muy adultos. Esto significaba que en los quioscos españoles durante 1985 llegaron a coexistir hasta ocho revistas Lib. Pero la diversificación no había hecho más que empezar.
Súper Lib: una revista sugerentemente libre, de tirada mensual, comenzó a publicarse en 1986. Recogía los mejores artículos de Lib, y otros que no habían llegado a ser publicados en ésta o alguna de sus revistas. Conoció el suficiente éxito como para que llegaran a tirarse sesenta y seis números. 